# Mort Künstler
Mort Künstler (* 28. August 1927 in Brooklyn; † 2. Februar 2025 in Rockville Centre, New York) war ein amerikanischer Illustrator, der besonders für seine detailverliebten und historisch genauen Arbeiten über den amerikanischen Bürgerkrieg bekannt wurde.

## Leben und Wirken
Künstler wurde am 28. August 1927 geboren. Er wuchs im New Yorker Stadtteil Brooklyn auf. Nach seinen eigenen Angaben erkannten seine Eltern bereits sehr früh seine künstlerische Begabung und förderten sie. Als Schüler war er zudem sehr sportlich und wollte professioneller Basketballspieler werden. 1943 schloss er die High School ab. Er erhielt ein Sportstipendium der University of California, Los Angeles, musste sein Studium dort jedoch bereits während des ersten Semesters abbrechen, nachdem sein Vater einen Herzinfarkt erlitten hatte und er infolgedessen nach Brooklyn zurückkehren musste.
Künstler studierte dann Kunst am Brooklyn College und Pratt Institute. Nach dem Studium arbeitete er als freier Künstler in New York, wo er Aufträge von Buch- und Zeitschriftenverlage erhielt. Ab 1953 fertigte er Titelbilder für einige Pulp-Magazine, Illustrierte, Taschenbücher und Abenteuerromane, teilweise unter den Pseudonymen Martin oder Emmet Kaye. Ebenso gestaltete er unter anderem die originalen Kinoplakate für Die Höllenfahrt der Poseidon (1972), Stoppt die Todesfahrt der U-Bahn 123 (1974) sowie den Charles-Bronson-Film Nevada Pass (1974). Das Ursprungsmotiv, der brennende Zeppelin auf dem Filmplakat Die Hindenburg (1975), stammt ebenfalls von Künstler.
Sein Interesse am amerikanischen Bürgerkrieg wurde 1982 durch einen Auftrag der CBS geweckt. Er sollte ein Plakat für die Bürgerkriegs-TV-Serie Die Blauen und die Grauen erstellen, in dessen Umsetzung er viel Zeit steckte, um eine historisch korrekte Darstellung zu erreichen.
Zu Ronald F. Maxwells Filmen Gettysburg und Gods and Generals veröffentlichte Künstler zusammen mit den amerikanischen Historikern James M. McPherson und James I. Robertson Jr. jeweils einen begleitenden Bildband.
Künstlers Werke werden dauerhaft unter anderen im Norman Rockwell Museum, Stockbridge, im National Civil War Museum in Harrisburg, dem North Carolina Museum of History in Raleigh und dem Museum der Konföderation in Richmond ausgestellt.
Mort Künstler starb am 2. Februar 2025 im Alter von 97 Jahren in einem Krankenhaus in Rockville Centre auf Long Island.

## Werke
- The American Spirit (Text by Henry Steele Commager) (1985), ISBN 978-0-8109-1838-2
- Dinosaur Story (Text by Joanna Cole) (1989), ISBN 978-0-590-43348-8
- Images of the Civil War: the Paintings of Mort Künstler (Text by James M. McPherson) (1992), ISBN 978-0-517-07356-8
- Gettysburg: The Paintings of Mort Künstler (Text by James M. McPherson) (1993), ISBN 1-878685-79-1
- Jackson & Lee: Legends in Gray (1995), ISBN 978-1-55853-333-2
- Mort Künstler’s Civil War – The North (1997) ISBN 1-55853-477-6
- Mort Künstler’s Civil War – The South (1997) ISBN 1-55853-478-4
- Mort Künstler’s Old West. Cowboys (1998), ISBN 978-1-55853-588-6
- Mort Künstler’s Old West Indians (1998), ISBN 978-1-55853-589-3
- Gods and Generals: the Paintings of Mort Künstler (Text by Dr. James I. Robertson Jr.) (2002), ISBN 978-0-86713-084-3
- The Civil War Paintings of Mort Künstler (2006), ISBN 978-1-58182-556-5
- For Us the Living: The Civil War in Paintings and Eyewitness Accounts (2010), ISBN 978-1-4027-7034-0
- The New Nation: The Creation of the United States in Paintings and Eyewitness Accounts (Text by Edward G. Lengel) (2014), ISBN 978-1-4549-0773-2
- World War II: 1939–1945 (See American History) (2016), ISBN 978-0-7892-1261-0
- The Revolutionary War: 1775–1783 (See American History) (2016), ISBN 978-0-7892-1253-5
- The Wild West: 1804–1890 (See American History) (2016), ISBN 978-0-7892-1260-3
- The Godfather of Pulp Fiction Illustrators (Men's Adventure Library) (2020), ISBN 978-1-943444-76-2